# Castellanos de Moriscos
Castellanos de Moriscos là một đô thị ở tỉnh Salamanca, phía tây Tây Ban Nha, cộng đồng tự trị Castile-Leon. Đô thị này có cự ly 8 kilômét so với thành phố Salamanca với dân số thời điểm năm 2008 là 1213 người. Đô thị Castellanos de Moriscos có diện tích 13,84 km².
Castellanos de Moriscos nằm trên khu vực có độ cao 835 mét trên mực nước biển.
Mã số bưu chính là 37439.